# Dieter Gasde
Dieter Gasde (* 1952) ist ein deutscher Bluesmusiker, der in Eisenach lebt.

## Leben und Werk

### Travelling Blues
Gasde ist Gründer der Bluesband Travelling Blues, die er über zwanzig Jahre leitete. Als Travelling Blues Anfang 1974 in Eisenach gegründet wurde, gehörten neben Gasde die Musiker Christoph Martin Neumann, Mike Ullrich, Hans Peter Beck und Rudolf Schmidt zur Besetzung. 1975 spielte Travelling Blues beim 1. Thüringer Bluesfestival vor 3000 Zuschauern. Ab 1980 gehörten neben Gasde auch Rudolf Schmidt, Thomas Kögel, Erich Fenske und Karl Aschenbach zur Besetzung. Auch Alexander Blume gehörte der Band eine Zeit lang als Pianist an. Travelling Blues tourte 25 Jahre durch die DDR und nach Wende auch durch die Bundesrepublik Deutschland. Im Ausland gab es Auftritte in Krakau und Slaný. Mit dem Tod des Pianisten und Sängers Erich Fenske löste sich Travelling Blues 1999 auf. Seit 2010 tourt Travelling Blues wieder mit Dieter Gasde durch Deutschland, als Gastbesetzung ist die Sängerin Kate Daniels dabei. Die aktuelle Besetzung umfasst neben den beiden Christoph Gottwald, Frank Müller, Boris Tautorat und Andreas Geyer (von Pro Art).

### Weitere Bands
In der Zeit seiner Travelling Blues-Mitgliedschaft seit den 1980er Jahren war und ist Gasde auch in verschiedenen anderen Bands aktiv. Er trat mit Christoph Martin Nemann als Duo Bluesong auf, war Mitglied der Folkbluesband von Stephan Diestelmann, der Jazz- und Funkband Prima Klima und des Alexander-Blume-Quartetts. Auf Konzerten war Gasde in der Volksrepublik Polen und der ČSSR unterwegs. Von 1998 bis 2002 war Gasde Gastsolist des Thomas-Stelzer-Trios und der Dresdener Band Bloody Rhythm Fingers. Gasde ist Gründer der Band Gumbolaya. Diese hat den Schwerpunkt New-Orleans-Funk, Blues und Soul und besteht neben Gasde aus Wolfgang Leyk, Christoph Gottwald, Andi Geyer und Frank Müller. Zusammen mit Hendrik Kleditz gründete Gasde 1989 das Duo Good News, in dem er singt sowie Mundharmonika, Saxophon, Querflöte und andere Instrumente spielt. Good News trat auch in der Schweiz, Ungarn und Kroatien auf. Seit 2003 ist der Sänger und Gitarrist Alex Leonard Exson Gastsolist von Good News. Gasde und Exson treten auch zu zweit auf. Zusammen mit Marco Böttger und Christoph Gottwald bildet Gasde zudem das String Blow Trio. 2008 wirkte Gasde bei einem Revival des Circus Lila mit dem Programm Der lange Lila-Lulatsch beim Eisenacher Sängerkriegs-Festival in der Annenkirche mit.

### Sonstiges
Neben seiner Tätigkeit als Musiker managt Gasde die Bands, in denen er mitwirkt, über sein Musikbüro in Eisenach. Außerdem ist er Referent im Referat für gestaltende Verkündigung / Jugend- und Popularmusik des Kinder- und Jugendpfarramts der evangelischen Kirche Mitteldeutschlands. In dieser Funktion betreut Gasde auch ein Tonstudio der Arbeitsgemeinschaft Musik (AGM) in Eisenach. Dieses erhielt im Dezember 2008 eine Unterstützung in Höhe von 4.700 Euro durch Lotto Toto. Seit Januar 2010 ist die Eisenacher Kirchgemeinde neuer Träger des Tonstudios Wartburg Records, das sich ebenfalls in Eisenach befindet und auch von Gasde betreut wird.
Gasde lebt in Eisenach.

## Presseschau
Kommentar zu Gasdes Bedeutung für den Blues in Thüringen

„Die siebziger Jahre brachten eine weitere Aufforstung des bluesigen Unterholzes. Die Setzlinge hießen Knuff, Ergo, Frachthof, Pro Art und Travelling Blues, ihre Heger und Pfleger waren unter anderem Meinhardt Prkno, Jürgen Postel, Waldemar "Waldi" Weiz, Walter und Andreas Geyer, Christoph Martin Neumann, Mike Ulrich und Dieter Gasde.“

CD-Kritik zu Good News and Friends

„Der Blues kommt definitiv aus Thüringen. Wer dieser Wahrheit bis jetzt skeptisch gegenüberstand, hat mit der vorliegenden CD die Gelegenheit, seine Meinung zu überprüfen. Zugegeben, die Kompositionen tragen urhebertechnisch ausnahmslos fremdländische Namen, aber erst die thüringische Interpretation verleiht ihnen wahre Größe. Da sind Könner am Werk, denen nur Ignoranten den Vorwurf des Nachspielens machen können. Man merkt bereits nach den ersten Tönen, dass der Blues vom Innersten der Musiker kommen muss, um solch überzeugende Qualität zu erreichen. In der Bluesauthentizitätsskala, die irritierenderweise nicht in Blautönen, sondern in Schwärzegraden gemessen wird, erreichen sowohl Good News, bestehend aus Dieter Gasde und Hendrik Kleditz, als auch and Friends, das sind Wolfgang Leyk, Christoph Gottwald, Frank Müller und Rudolf Schmidt, beachtliche Dunkelheit. Dies wird unter anderem an der Lockerheit und Spielfreude deutlich, mit der die Beteiligten agieren. Und wie ließe sich solche Unverkrampftheit besser dokumentieren als in der vorliegenden Version. Zu hören ist keine cleane Hochglanzstudioproduktion, vielmehr wurden die Takes in mehreren Studiosessions im solid-analogen AGM-Studio Eisenach eingespielt. Das Ergebnis überzeugt: der Blues kommt definitiv aus Thüringen ...“

Konzert mit Good News in Eschwege am 21. Oktober 2011

„Und dann war noch Dieter Gasde da: sozusagen die Seele der Gruppe. Denn nicht nur mit seinem erstaunlichen multiinstrumentalen Können - mit Bluesharp, Saxophon, Querflöte und Trommeln - sorgte er für beste Stimmung im Publikum: Auch mit seinen humorvollen Kommentaren und seinem Gesang zeigte er sich in bester Musikerlaune“

Konzert in Eisenach am 31. Dezember 2011

„Anders als im Vorjahr stand dabei nicht der Pianist im Vordergrund, sondern vor allem Dieter Gasde wusste mit seiner markanten Stimme sowie dem ausgefeilten Spiel auf Mundharmonika und Saxofon immer wieder Akzente zu setzen.“

Konzert in Öhringen am 25. Januar 2013

„Dieter Gasde ist einer dieser Musikkünstler, die nahezu jedem Gegenstand interessante Klänge entlocken können. Dem Eisenacher genügt schon ein einfaches Wasserglas, um hornähnliche Töne zu produzieren, oder eine "NVA-Sprechkapsel", die ein kleines Megaphon aus seligen DDR-Zeiten ist und von ihm zur Quasi-Posaune umfunktioniert wird, nachdem er damit erst einmal an frühere Grenzkontrollaufrufe erinnert hat. [...] Bandleader Gasde spielt außerdem Tenorsaxophon, Flöte und Mundharmonika - und er ist auch für die Perkussion zuständig. Hierfür verwendet er ein Cajon und ein Snaredrum als Schlagzeug, greift aber auch mal, etwa bei B. B. Kings Let the good times roll, auf ein Waschbrett mit angeschraubtem Kochtopf zurück. Manches von alldem spielt er nahezu gleichzeitig, und dabei hilft ihm ein selbstgebautes Gestell vor dem Mund, an dem Sprechkapsel, Harp und Tröte befestigt sind. [...] Obendrein ist Gasde ein guter Sänger, dem auch Scat-Gesang nicht fremd ist.“

Konzert in Altleiningen am 13. Juli 2013

„Gasde ist ein musikalisches Phänomen, das seinesgleichen sucht. Der Mann spielt zum einen Schlagzeug in einer sehr ungewöhnlichen Zusammenstellung. Er sitzt auf einem Cajon, einer Holzkiste, die als Schlaginstrument in den vergangenen Jahren zunehmend Einzug in die Musikszene hält. Die Kiste bedient er aber mit der Fußmaschine, während er gleichzeitig auch mal Flöte oder Saxophon spielt. Wenn er nicht zu einem seiner Holzblasinstrumente greift, dann hat er unter Umständen die Mundharmonika im Einsatz oder imitiert mit seiner Stimme den Klang von Blechbläsern.“

## Diskografie (Auswahl)
| Jahr | Band                  | Titel     | Beteiligte                                                                                     | Tracklist |
| ---- | --------------------- | --------- | ---------------------------------------------------------------------------------------------- | --- |
| 1999 | Good News and Friends | Good News | Dieter Gasde, Hendrik Kleditz, Wolfgang Leyk, Christoph Gottwald, Frank Müller, Rudolf Schmidt | 1. Good News, 2. I Went To The Hope Joint, 3. Six Feet Under The Ground, 4. I'm Grateful, 5. Bright Lights, Big City, 6. Watermelonman, 7. Mind Your Own Business, 8. Sweet Little Baby, 9. When The Things Go Wrong, 10. You Got To Move, 11. Caledonia, 12. Cakewalk Into Town, 13. You Fly To My Head Like A Wine, 14. Hound Dog, 15. One Scotch, One Bourbon, One Beer, 16. Trouble In Mind, 17. People Get Ready |

## Auszeichnungen (Auswahl)
- 1986: Chanson- und Liedermacherpreis zusammen mit Christoph Neumann als das Duo Bluesong